# Patreon
Patreon – posiadająca siedzibę w San Francisco platforma crowdfundingowa stworzona przez muzyka Jacka Conte oraz dewelopera Sama Yam. Pozwala ona artystom na pozyskiwanie funduszy od patronów, okresowo lub od utworu. Jest popularna wśród muzyków i autorów komiksów internetowych. Artykuły o niej ukazały się m.in. w magazynach „Forbes”, „Time” oraz „Billboard”.

## Powstanie
Strona została założona w maju 2013 przez artystę Jacka Conte, który szukał sposobu na zarabianie pieniędzy na swoich popularnych filmach w serwisie YouTube. Razem z programistą Samem Yam stworzył platformę pozwalającą patronom na przekazywanie pewnych kwot za każdym razem, gdy wybrany twórca publikuje kolejne dzieło. Firma zebrała 2,1 mln dolarów w sierpniu 2013 od grupy aniołów biznesu oraz venture capital.

## Model działania
Twórca zakłada stronę w serwisie Patreon, gdzie patroni mogą deklarować chęć wpłaty konkretnej ilości pieniędzy za każdy kolejny utwór, opcjonalnie ustawiając miesięczny limit darowizn. Inną możliwością jest ustawienie stałej miesięcznej kwoty. Jest to różnica względem platform takich jak Kickstarter, gdzie artyści otrzymują pojedynczą wypłatę po udanej kampanii crowdfundingowej i zwykle muszą rozpoczynać nową na każdą część swojej pracy. Podobne jednak jest to, że osoby publikujące swoje dzieła zwykle przygotowują drobne nagrody dla swoich patronów. Patreon pobiera 5% prowizji od wpłat.

## Uczestnicy
W lutym 2014, niemal połowa artystów zarejestrowanych na stronie tworzyła filmy YouTube, podczas gdy resztę stanowili pisarze, twórcy komiksów internetowych oraz podcastów. Patroni wpłacają średnio 7 dolarów za utwór. Pomimo że strona początkowo skierowana była do muzyków, twórcy webkomiksów tacy jak Jonathan Rosenberg, Zach Weinersmith czy Paul Taylor używali jej z powodzeniem.